# Szojuz–37
A Szojuz–37 (oroszul: Союз-37) szovjet háromszemélyes, kétszemélyessé átalakított szkafanderes személyszállító, szabványos rendszerben épített Szojuz űrhajó.  Az űrhajó vitte a hatodik Interkozmosz (IK) legénységet a Szaljut–6 űrállomásra. Fedélzetén tartózkodott az első vietnámi űrhajós, Phạm Tuân (teljes neve: Phạm Tuân Thanh Liem Bui) alezredes.

## Küldetés
Feladata a vietnámi–szovjet kutatási program végrehajtása az űrállomáson, valamint bekapcsolódni az előírt navigációs, csillagászati, műszaki, légkörkutatási, földfotózási, földmegfigyelési, orvosi és biológiai kutatási program folytatása. Kötelességük volt az állandó személyzet pihenését biztosítani.

## Jellemzői
Központi tervező iroda CKBEM <= Центральное конструкторское бюро экспериментального машиностроения (ЦКБЕМ)> (OKB-1 <= ОКБ-1>, most OAO RKK Energiya im. SP Korolev <= ОАО РКК Энергия им. С. П. Королёва> – Központi Kísérleti Gépgyártási Tervezőiroda). Az űrhajót kis átalakítással emberes programra, teherszállításra és mentésre (leszállásra) tervezték.
1980. július 23-án a Bajkonuri űrrepülőtér indítóállomásról egy Szojuz hordozórakéta (11А511U) juttatta Föld körüli, közeli körpályára. Az orbitális egység pályája 88.8 perces, 51.6 fokos hajlásszögű, elliptikus pálya-perigeuma 198 kilométer, apogeuma 351 kilométer volt. Hasznos tömege 6800 kilogramm. Szerkezeti felépítését tekintve a Szojuz űrhajó napelemtáblák nélküli változatával megegyező. Akkumulátorait az űrállomás napelemtáblái által előállított energiával tartották üzemkész állapotban. Összesen 79 napot, 15 órát, 16 percet és 54 másodpercet töltött a világűrben. Összesen 1256 alkalommal kerülte meg a Földet.
A technológiai programban a szovjet–keletnémet–vietnámi fejlesztésű Imitátor–1 illetve Imitátor–2 nevű készülékekkel az űrállomás Krisztál kemencéjének hőmérsékleti profilját mérték meg. A Halong kísérletben bizmut-antimon-tellúr keveréket és gallium-foszfid félvezető kristályokat állítottak elő. A biológiai programban egy vietnámi vízinövény (Azolla Pinnata) és a gyökereiben levő mikroorganizmus viselkedését figyelték meg.
Október 11-én belépett a légkörbe, a visszatérés hagyományos módon – ejtőernyős leereszkedés – történt, Zsezkazgantól 180 kilométerre délkeletre értek Földet.

## Személyzet
(zárójelben a küldetések száma a Szojuz–37-el együtt)

### Indításkor
- Viktor Gorbatko (3)
- Phạm Tuân (1)

### Tartalék személyzet
- Valerij Fjodorovics Bikovszkij parancsnok
- Bùi Thanh Liêm kutatóűrhajós

### Leszálláskor
- Leonyid Popov (3)
- Valerij Viktorovics Rjumin (1)